# إريكا براون
إريكا براون (بالإنجليزية: Erika Brown)‏ هي لاعبة كرلنغ أمريكية، ولدت في 25 يناير 1973 في ماديسون في الولايات المتحدة.

## وصلات خارجية
- إريكا براون على موقع الاتحاد الدولي للكرلنغ (الإنجليزية)
- إريكا براون على موقع اللجنة الأولمبية الدولية (الإنجليزية)
- إريكا براون على موقع أوليمبيديا (الإنجليزية)
- إريكا براون على موقع اللجنة الأولمبية والبارالمبية الأمريكية (الإنجليزية)